# 欧洲冷蕨
欧洲冷蕨（学名：Cystopteris sudetica）为蹄盖蕨科冷蕨属下的一个种。